# Вишнева Катерина Олександрівна
Катерина Олександрівна Вишнева (нар. 23 січня 1986, Кривий Ріг) — українська акторка театру та кіно.

## Життєпис
У 2007 закінчила Київський національний університет театру, кіно і телебачення ім. Карпенко-Карого (курс Леся Танюка).
З 2004 року — актриса Київського центру сучасного мистецтва «Дах».

## Ролі в театрі
Київський центр сучасного мистецтва «Дах»
Київський академічний театр «Золоті ворота»
- 2015 — «Королева краси, або Перед смертю не надихаєшся» за п’єсою «Красуня з Лінена» Мартіна Мак-Дони; реж. Максим Голенко
- 2017 — «Warum überlebt Michailo Gurman nicht?» / «Чому Михайло Гурман не вижив» Павла Ар’є за мотивами п’єси «Украдене щастя» Івана Франка; реж. Стас Жирков (копродукція із Theater Magdeburg / Магдебурзький театр, Німеччина)[2]

## Фільмографія
| Рік       |    | Українська назва                            | Оригінальна назва          | Роль                                 |
| --------- | -- | ------------------------------------------- | -------------------------- | ------------------------------------ |
| 2007      | с  | Колишня                                     |                            | Маша Фомічева                        |
| 2011      | с  | Рюрики                                      |                            | Світлана                             |
| 2012      | кф | Зло (Сова) (кіноальманах Україно, goodbye!) |                            |                                      |
| 2013      | с  | Жіночий лікар                               | Женский доктор             | Лада Сосніна (серія «Замкнуте коло») |
| 2013—2014 | с  | Сашко                                       | Сашка                      | Лариса                               |
| 2014      | с  | Гречанка                                    | Гречанка                   | колишня дівчина Колі                 |
| 2014      | с  | Лабіринти долі                              | Лабиринты судьбы           | Люська                               |
| 2015      | с  | Три дороги                                  | Три дороги                 | Люся                                 |
| 2015      | с  | Біженка                                     | Беженка                    | Ольга                                |
| 2016      | с  |                                             | Добро пожаловать на Канары | Влада                                |
| 2016      | с  | Забута жінка                                | Забытая женщина            | секретар                             |
| 2016      | с  | Між любов'ю і ненавистю                     | Между любовью и ненавистью | епізод                               |
| 2016      | с  | На лінії життя                              |                            | Яся Кароліцька                       |
| 2016      | с  | Не зарікайся                                |                            | Ксюша                                |
| 2016      | с  | Село на мільйон                             |                            | Світлана                             |
| 2016      | с  | Я ніколи не плачу                           | Я никогда не плачу         | Світлана                             |
| 2017      | с  |                                             | Беги, не оглядывайся!      |                                      |
| 2017      | с  | Друге життя Єви                             |                            | Марина                               |
| 2017      | с  | Пес-3                                       | Пёс-3                      | Корнійчук (серія «Поранений звір»)   |
| 2017      | с  | Хороший хлопець                             | Хороший парень             |                                      |
| 2017      | с  | Стоматолог                                  |                            | Марина                               |
| 2019      | с  | Мама моєї доньки                            | Мама моей дочери           | Світлана (коханка Андрія)            |
| 2019      | с  | Відморожений                                |                            | Оксана Дзідзюк                       |
| 2021      | с  | Моя улюблена Страшко                        |                            | Галина (бухгалтерка)                 |